# Gerardieae
Gerardieae Benth., 1835 è una tribù di piante parassite (o semiparassite), spermatofite, dicotiledoni appartenenti alla famiglia delle Orobanchaceae.

## Etimologia
Il nome della tribù deriva dal suo ex genere tipo Gerardia L., 1753 (le cui specie ora sono incluse nel genere Agalinis) il cui nome è stato dato in ricordo di John Gerard (1545-1612), giardiniere di Lord Burleigh (William Cecil) e autore del "The Herball, or generall historie of plants" del 1597.
Il nome scientifico della tribù è stato definito dal botanico inglese George Bentham (22 settembre 1800 – 10 settembre 1884) nella pubblicazione "Edwards's Botanical Register; or, Flower Garden and Shrubbery. London - 21: ad t. 1770." del 1835.

## Descrizione

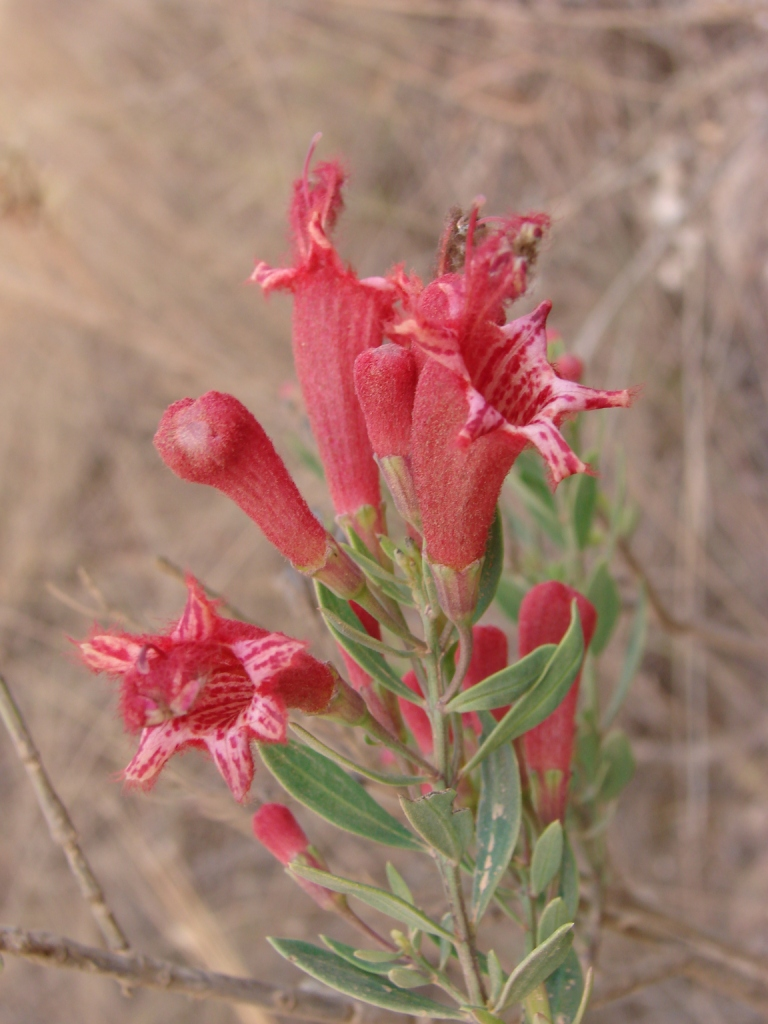
Il portamento
Esterhazya nanuzae

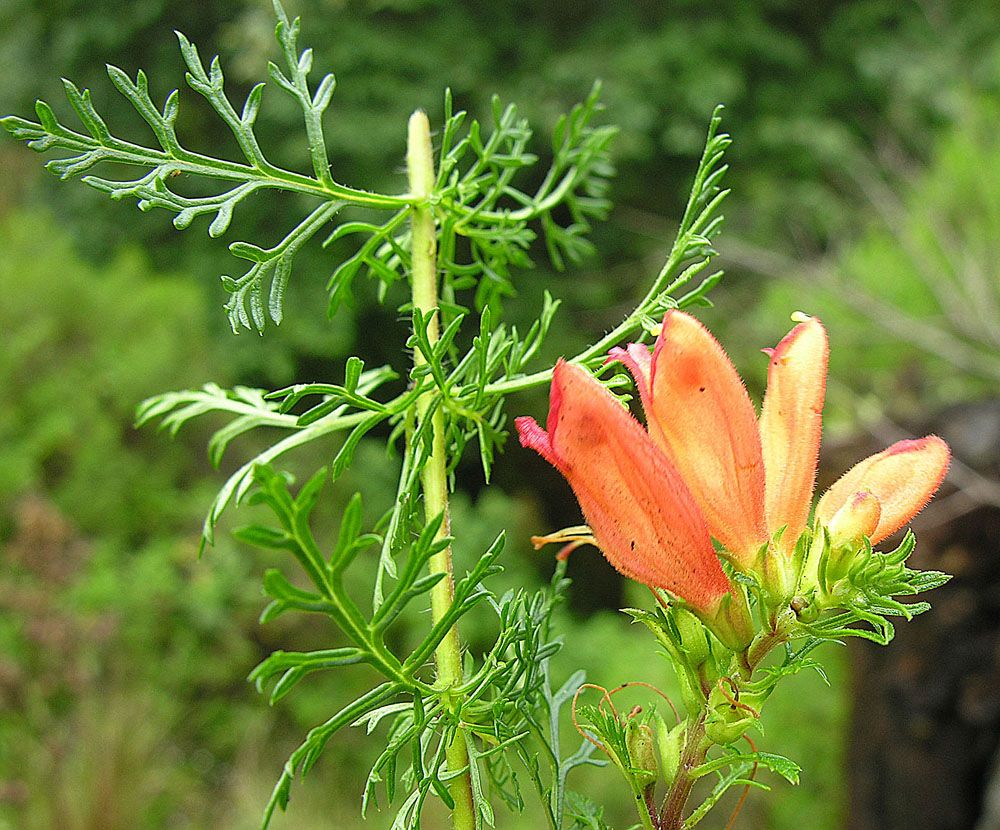
Le foglie
Lamourouxia multifida

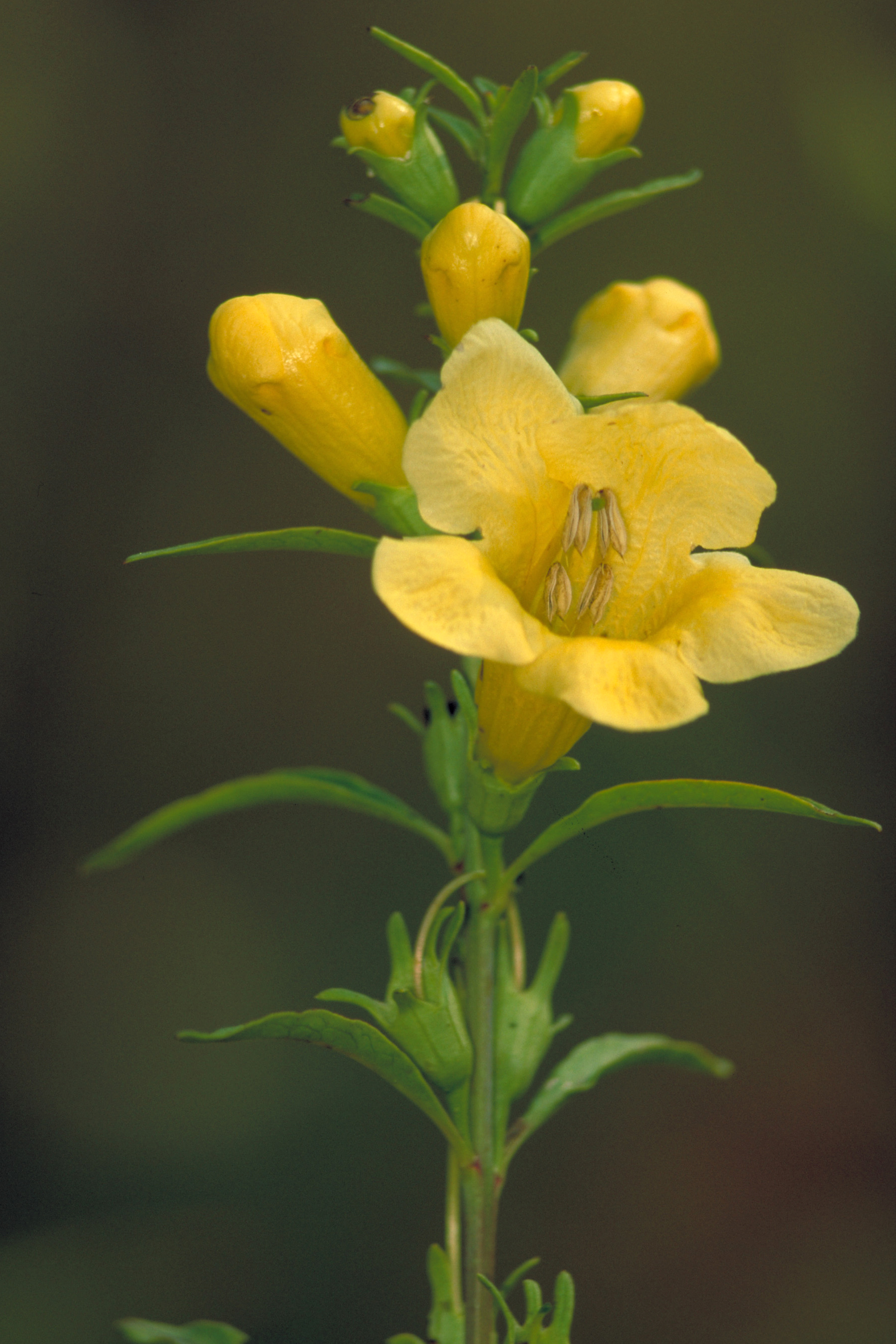
Infiorescenza
Aureolaria flava

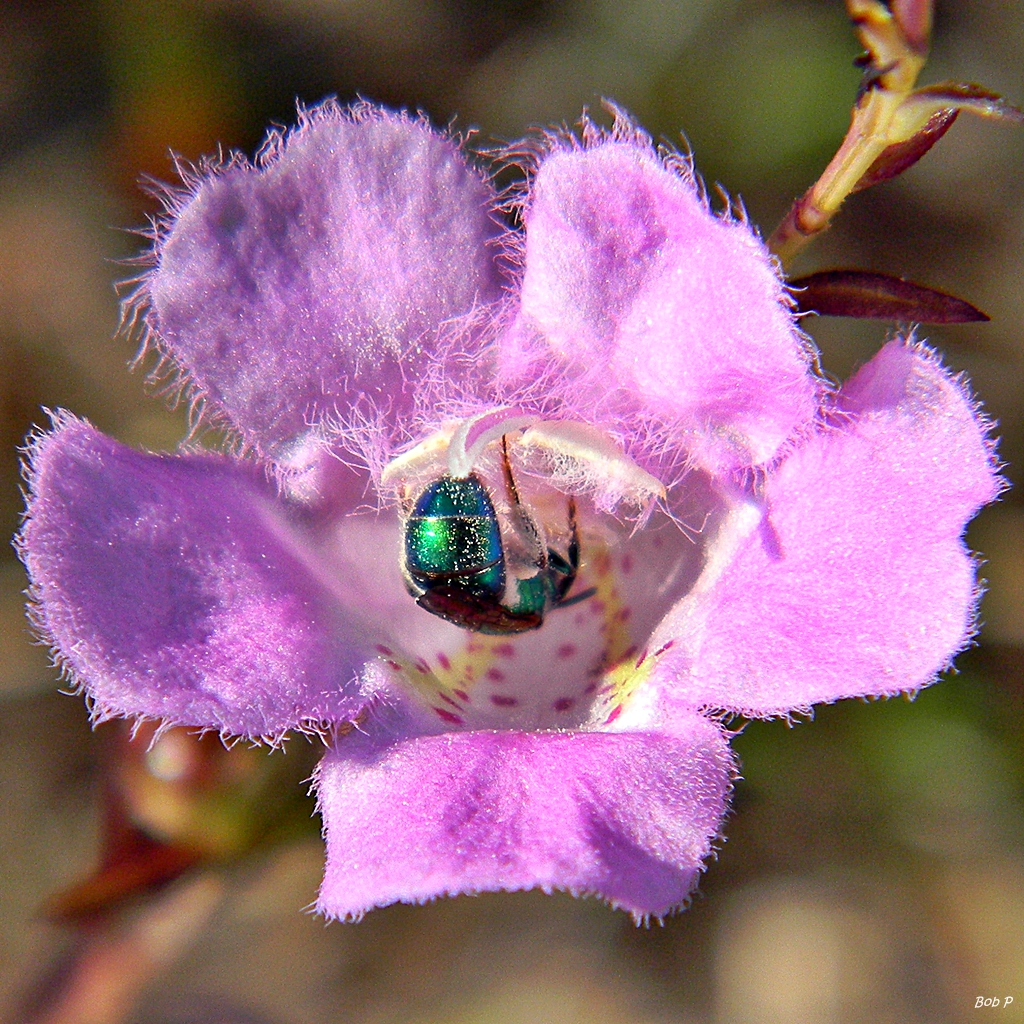
I fiori
Agalinis fasciculata

- Il portamento delle specie di questa tribù è erbaceo sia annuale che perenne (raramente bienne in Macranthera) con superficie sia glabra che scabra, oppure glandulosa-pubescente. Sono presenti portamenti anche arbustivi (Esterhazya) e suffrutiscenti (Lamourouxia). In alcune specie i fusti sono prostrati (Silviella). Sono presenti radici legnose (Brachystigma). Gli steli in genere sono eretti e a sezione circolare; in alcune specie gli steli sono profusamente ramificati. Solamente in Lamourouxia il fusto ha una sezione quadrangolare a causa della presenza di fasci di collenchima posti nei quattro verticilli[1][5]
- Le foglie lungo il caule sono disposte in modo opposto oppure alternato (o anche verticillato). Sono sessili o picciolate con lamine a forma da lineare-lanceolate a filiformi o subulate con apici acuminati. Sono presenti lamine ternate o 1-2 pennatifide o pennate con segmenti filiformi; in questo caso le foglie superiori sono progressivamente minori e intere. I bordi sono interi, a volte revoluti; raramente possono essere lobati alla base o seghettati.
- Le infiorescenze sono dei racemi frondosi. I fiori sono distintamente pedicellati o eventualmente sessili (Tomanthera).
- I fiori sono ermafroditi, zigomorfi e tetraciclici (ossia formati da 4 verticilli: calice– corolla – androceo – gineceo) e pentameri (i verticilli del perianzio hanno 5 elementi).

- Formula fiorale. Per la famiglia di queste piante viene indicata la seguente formula fiorale:

x K (5), [C (2 + 3), A 2 + 2], G (2), supero, capsula.
- Il calice è gamosepalo formato da un tubo campanulato terminante con 5 lobi o denti (in Dasistoma i lobi sono piccoli e con forme oblunghe, mentre in Lamourouxia i lobi sono 4). I lobi in genere sono triangolari-acuminati; a volte sono patenti. A volte il tubo ha la forma di una tazza.

- La corolla gamopetala formata da un tubo campanulato o a forma d'imbuto terminante con due evidenti labbra (struttura 2/3). Il tubo nella parte terminale può essere fortemente gonfiato; inoltre può essere subruotato o incurvato. Le fauci possono essere villose o pubescenti. I colori della corolla sono rosa, bianchi, giallo o rosso brillante.

- L'androceo è formato da 4 stami didinami, normalmente inclusi nella corolla (sporgenti in Macranthera). In Silviella e in Lamourouxia gli stami fertili sono 2 inclusi, quelli abassiali sono ridotti a staminoidi. I filamenti, pubescenti/lanosi, sono adnati alla base della corolla. Le antere sono formante da due teche uguali acuminate all'apice, oppure arrotondate o mucronate; raramente sono fortemente disuguali e in alcuni casi sono densamente villose. La deiscenza è mediante due fessure longitudinali. Le sacche polliniche sono divergenti con granuli pollinici spesso tricolporati.

- Il gineceo è bicarpellare (sincarpico - formato dall'unione di due carpelli connati) ed ha un ovario supero biloculare con forme da oblunghe a globose.  La placentazione è assile (con placente indivise) o parietale (con placente divise e libere). Gli ovuli sono numerosi per ogni loculo e hanno un solo tegumento e sono tenuinucellati (con la nocella, stadio primordiale dell'ovulo, ridotta a poche cellule). Lo stilo, a forma di cavallo è ricurvo, altre volte è filiforme, ed ha uno stigma bifido da clavato a capitato o bilobo. Il disco nettarifero se presente è posizionato attorno alla base dell'ovario.

- Il frutto è una capsula loculicida. I semi sono numerosi, angolati con forme da ellissoidi-ovoidi a triangolari (a volte sono alati). La superficie apicale può essere ricoperta da una struttura reticolare.

## Riproduzione
- Impollinazione: l'impollinazione avviene tramite insetti (impollinazione entomogama) o il vento (impollinazione anemogama).
- Riproduzione: la fecondazione avviene fondamentalmente tramite l'impollinazione dei fiori (vedi sopra).
- Dispersione: i semi cadendo (dopo aver eventualmente percorso alcuni metri a causa del vento - dispersione anemocora) a terra sono dispersi soprattutto da insetti tipo formiche (disseminazione mirmecoria).

## Distribuzione e habitat
La distribuzione delle specie di questa tribù è prevalentemente relativa al Nuovo Mondo con habitat soprattutto caldi.

## Tassonomia
La famiglia di appartenenza di questo gruppo (Orobanchaceae), caratterizzata soprattutto da specie semiparassite, parassite o oloparassite, comprende circa 60 generi con oltre 1700 specie (altre fonti indicano 99 generi con 2060 specie) con una distribuzione cosmopolita. La tribù Gerardieae è una delle 10 tribù nella quale è divisa la famiglia.
Il numero cromosomico delle specie di questa tribù può essere: 2n = 13, 24, 26, 28 e 30.

### Filogenesi

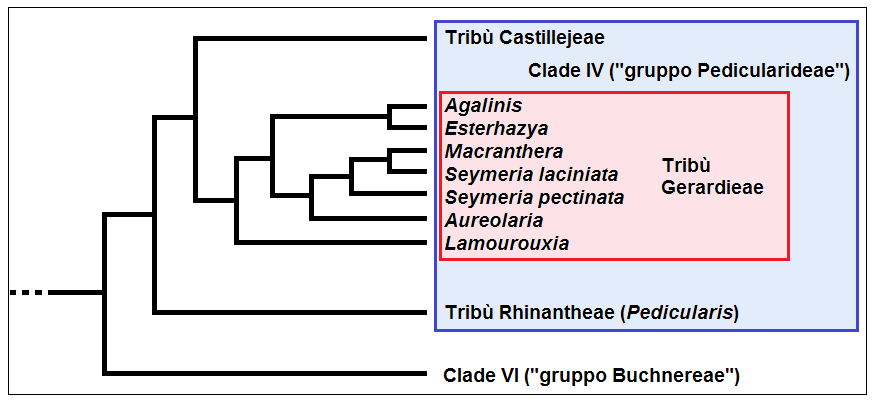
Gerardieae - Cladogramma della tribù

I generi di questa tribù tradizionalmente erano stati posti nella famiglia Scrophulariaceae s.l.; attualmente in seguito ad analisi cladistiche basate sulle caratteristiche del DNA è stata rivista la posizione tassonomica del gruppo e inserita nella famiglia Orobanchaceae. L'attuale circoscrizione della tribù probabilmente è da perfezionare. Studi recenti hanno suddiviso la famiglia in 6 cladi. I generi di questa voce appartengono al "clade IV" insieme alle tribù Castillejeae e Rhinantheae (= Pedicularidae in altre classificazioni). Altri Autori descrivono alcuni generi di questa tribù (Agalinis) nella tribù Pedicularidae Duby o (secondo altre revisioni) tribù Rhinantheae Lam. & DC..
Il cladogramma a lato tratto dagli studi citati e semplificato mostra l'attuale struttura della tribù (non tutti i generi sono presenti) con alcune tribù limitrofe (da un punto di vista filogenetico).

### Composizione della tribù
La tribù comprende 12 generi e circa 120 specie:
| Genere                                 | Numero specie                                       | Distribuzione                            |
| -------------------------------------- | --------------------------------------------------- | ---------------------------------------- |
| Agalinis Raf., 1837                    | 40 - 45                                             | America (regioni calde)                  |
| Anisantherina Pennell ex Britton, 1920 | Una specie: Anisantherina hispidula (Mart.) Pennell | Dal Messico a Panama fino al Brasile     |
| Aureolaria Raf., 1837                  | 10 - 11                                             | America del Nord                         |
| Brachystigma Pennell, 1928             | Una specie: Brachystigma wrightii (A. Gray) Pennell | Dall'Arizona al Messico (settentrionale) |
| Dasistoma Raf., 1819                   | Una specie: Dasistoma macrophylla (Nutt.) Raf.      | Nord America (areali del sud-est)        |
| Esterhazya Mikan, 1821                 | 4 - 5                                               | Dalla Bolivia a Brasile                  |
| Lamourouxia Kunth, 1818                | 26 - 28                                             | Dal Messico al Perù                      |
| Macranthera Nutt. & Benth., 1835       | Una specie: Macranthera flammea (Bartram) Pennell   | America del Nord (meridionale)           |
| Seymeria Pursh, 1813                   | 25                                                  | Dal Nord America ai Caraibi              |
| Seymeriopsis N.N. Tsvelev, 1987        | Una specie: Seymeriopsis bissei N.N. Tsvelev        | Cuba                                     |
| Silviella Pennell, 1928                | 2                                                   | Messico                                  |
| Tomanthera Raf., 1837                  | 2                                                   | America del Nord (aree centrali)         |

## Alcune specie

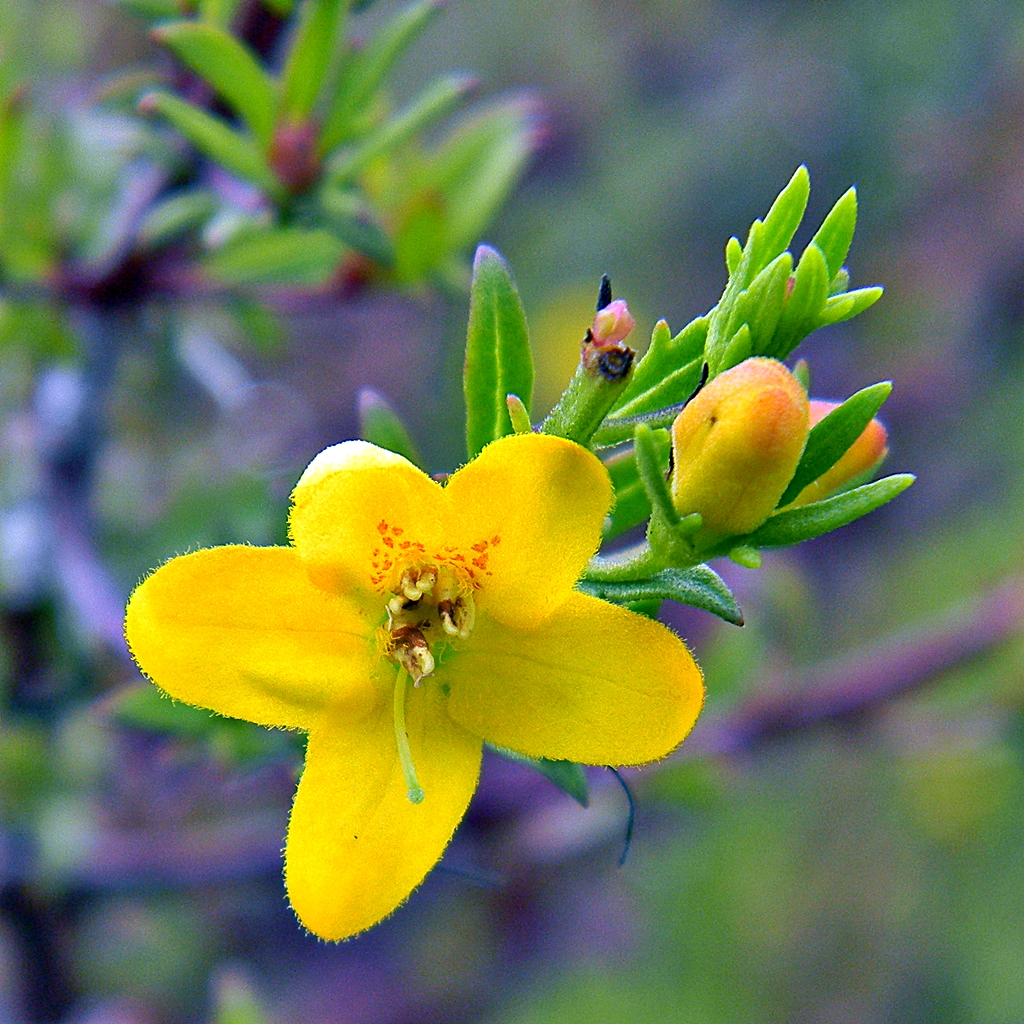
Seymeria pectinata
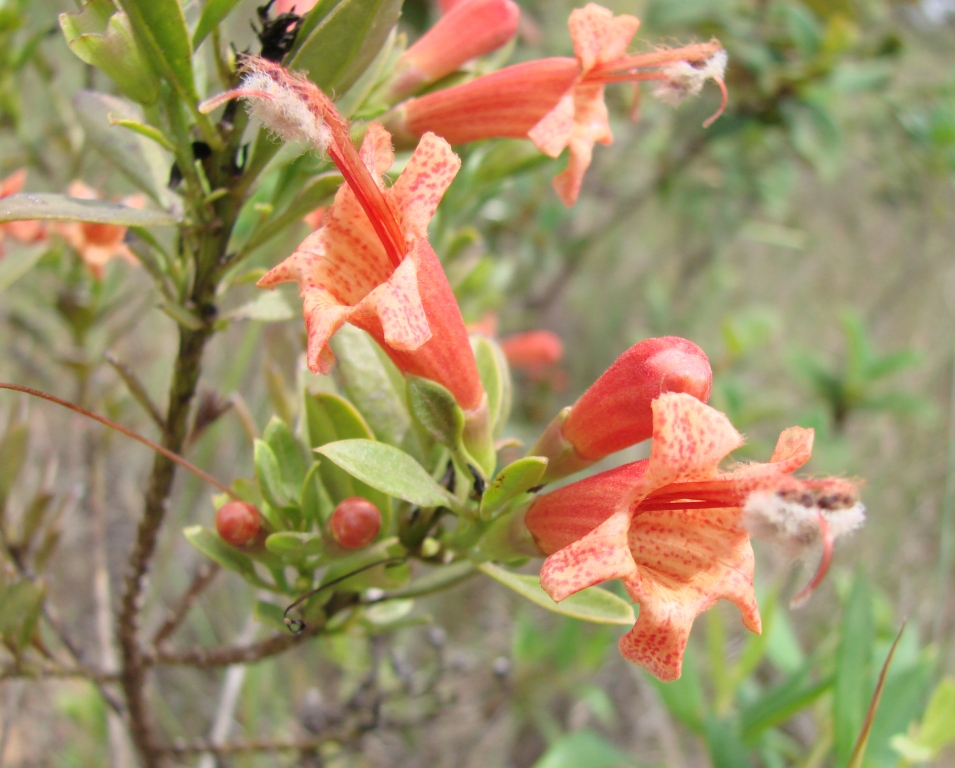
Esterhazya macrodonta
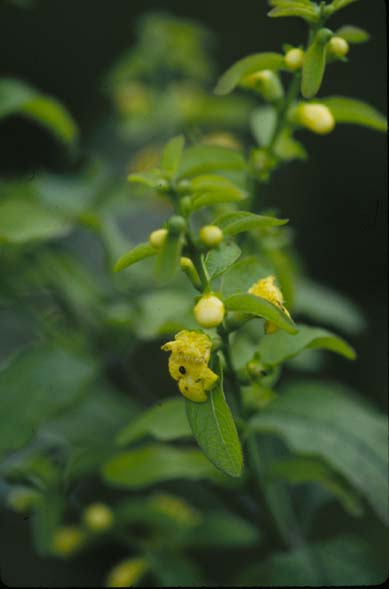
Dasistoma macrophylla
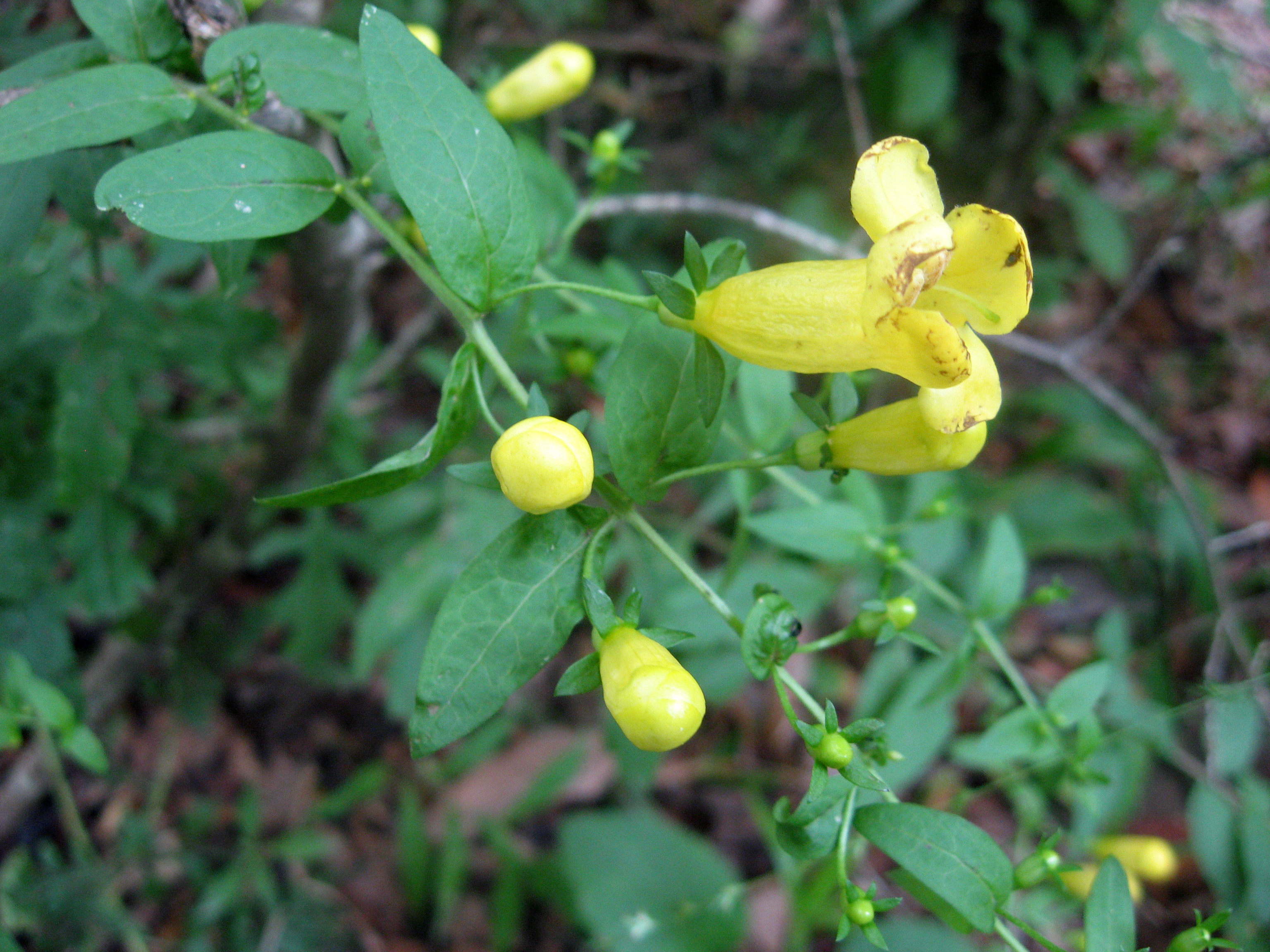
Aureolaria patula
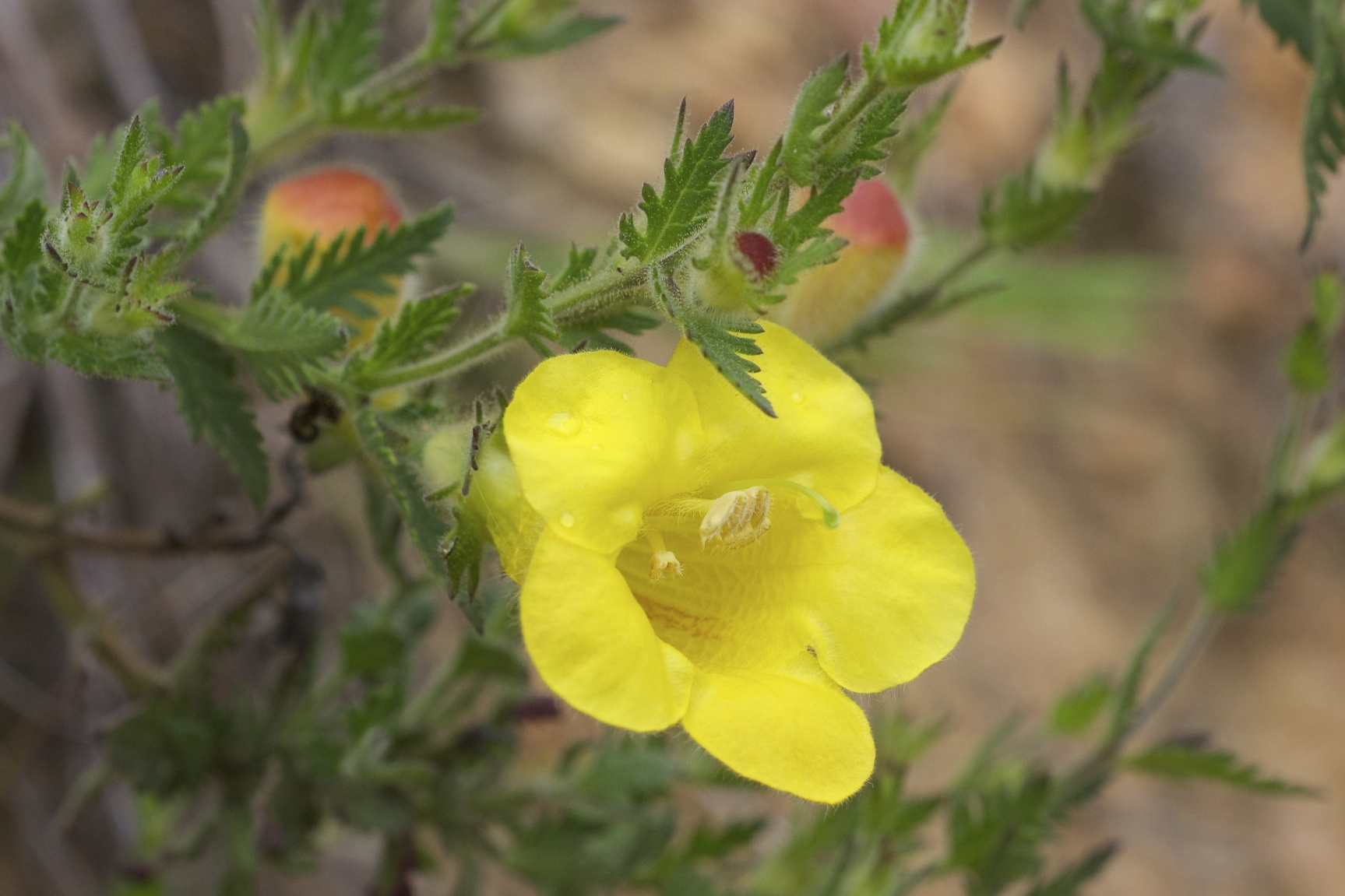
Aureolaria pectinata
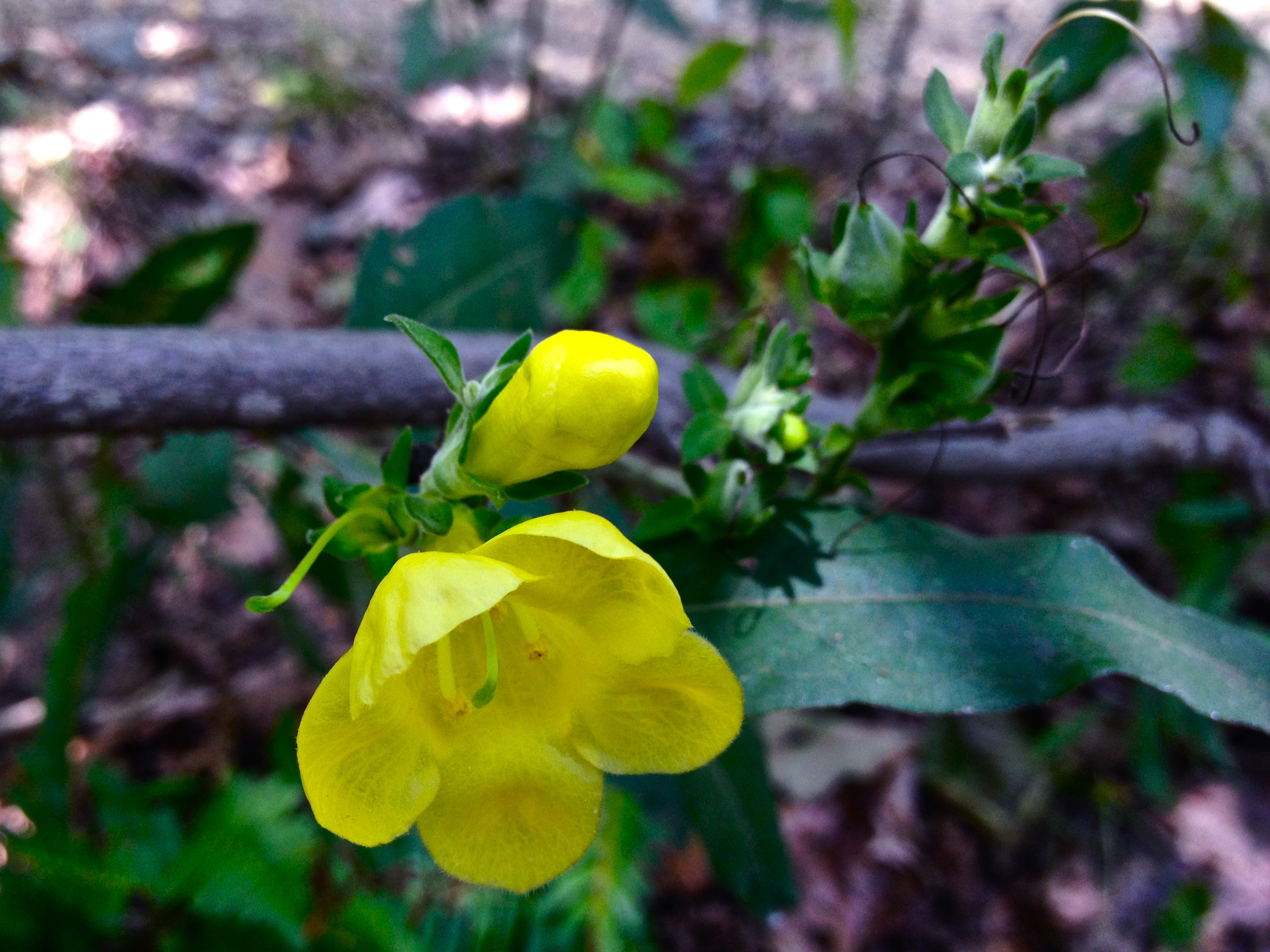
Aureolaria virginica
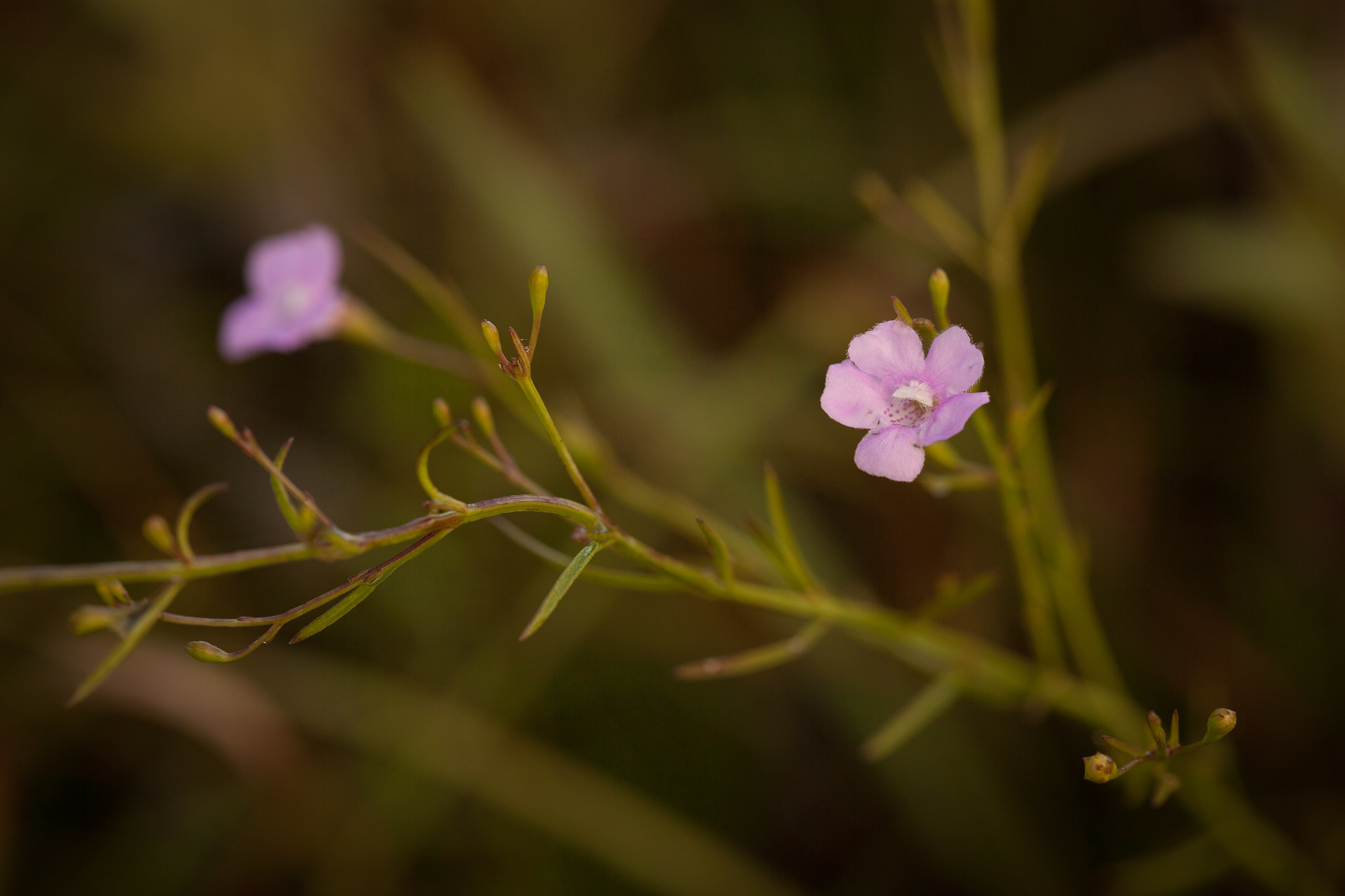
Agalinis gattingeri
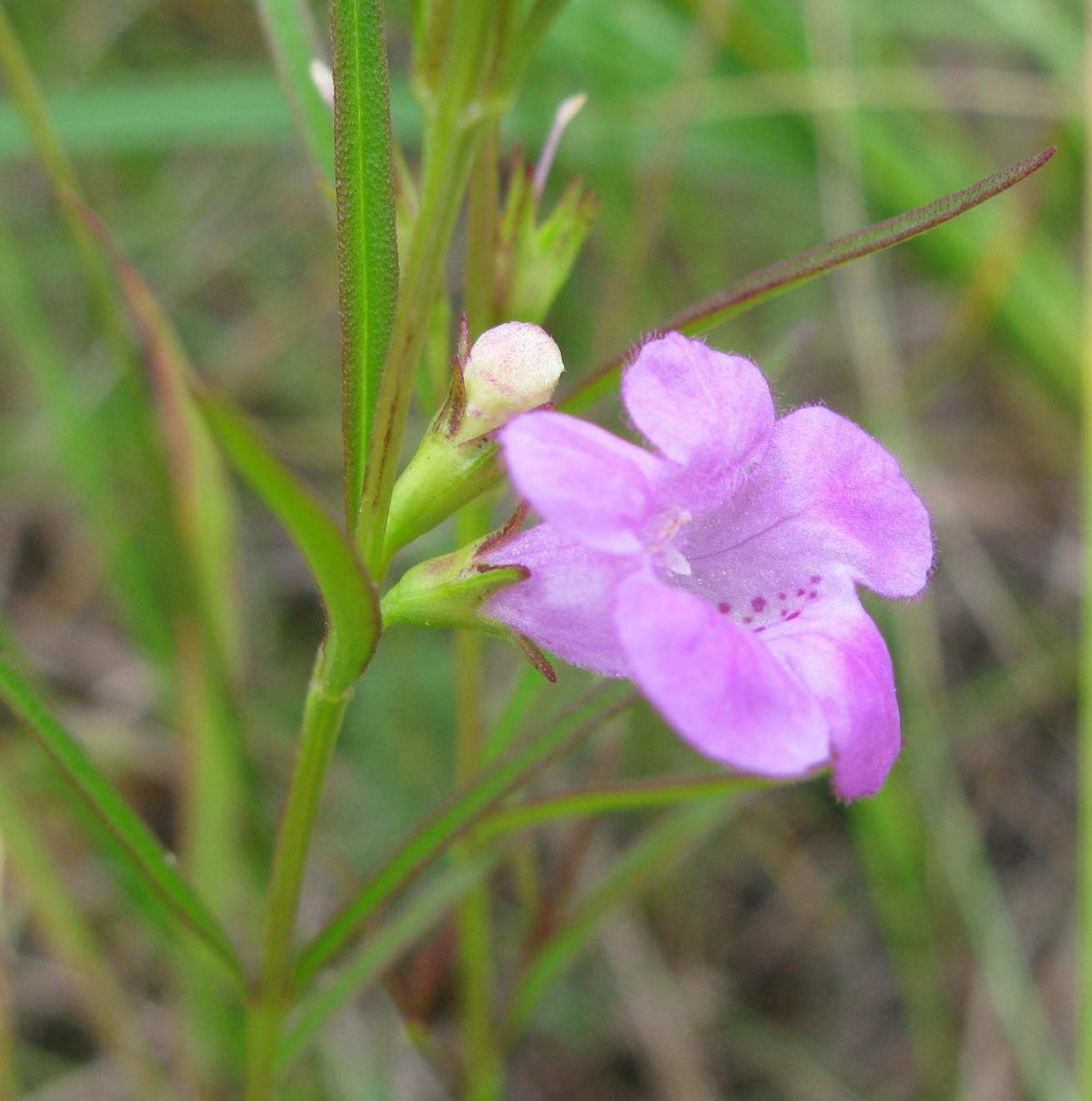
Agalinis paupercula
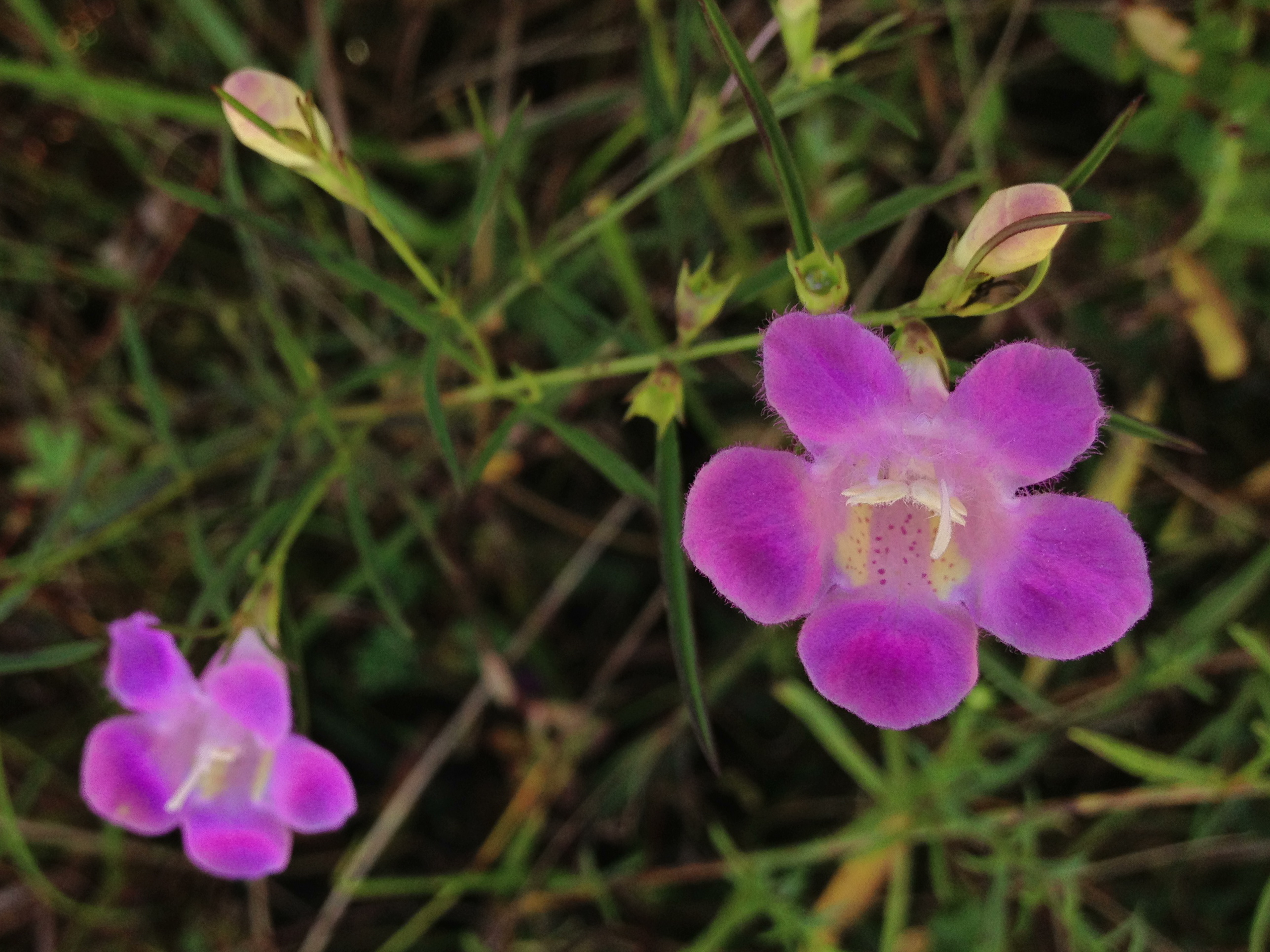
Agalinis purpurea